# Hall Caine
Sir Thomas Henry Hall Caine, conosciuto come Hall Caine (Runcorn, 14 maggio 1853 – Greeba Castle, 31 agosto 1931), è stato uno scrittore e drammaturgo britannico.
È conosciuto soprattutto come romanziere e drammaturgo della tarda epoca vittoriana ed edoardiana. Ai suoi tempi fu eccezionalmente popolare e al culmine del suo successo i suoi romanzi surclassavano le vendite dei suoi contemporanei. I suoi romanzi - molti dei quali sono stati adattati per il cinema - erano anzitutto di natura romantica, trattando di triangoli amorosi, ma introducevano anche alcuni dei temi politici e sociali più seri dell'epoca.
A lui Bram Stoker dedicò la sua opera più famosa, Dracula.

## Biografia
Caine non utilizzò mai il suo nome Thomas.
Influenzato dalle poesie di Coleridge, che aveva conosciuto all'età di 15 anni, e successivamente da John Ruskin, iniziò a scrivere articoli per i giornali The Builder e The Liverpool Mercury. In questi anni strinse amicizia con Ford Madox Brown, Algernon Swinburne, Theodore Watts, Matthew Arnold e Robert Browning. A lui l'amico Bram Stoker dedicò il suo capolavoro.

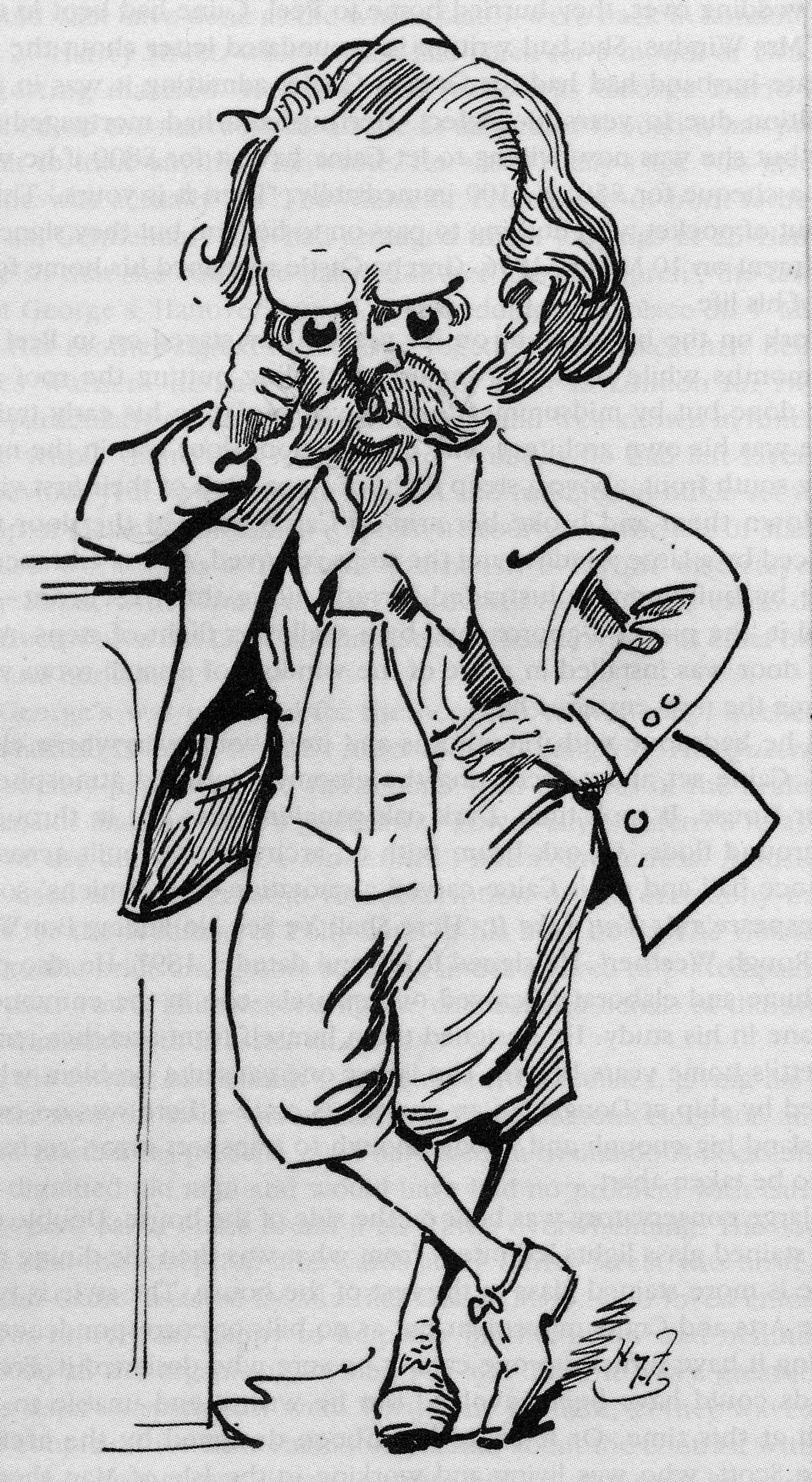
Caricatura di Hall Caine disegnata da Harry Furniss

Nel 1897 scrisse il suo racconto più famoso, The Christian, il primo della Gran Bretagna a vendere più di un milione di copie. Dopo la morte di suo nonno, avvenuta nel 1870, rimase sconvolto e decise di ritirarsi all'isola di Man.

## Opere
Scrisse numerosissime opere, fra cui:

### Anni 1881-1890
- 1882 - Sonnets of Three Centuries: An Anthology
- 1882 - Recollections of Dante Gabriel Rossetti
- 1883 - Cobwebs of Criticism
- 1885 - The Shadow of a Crime
- 1885 - She's All the World to Me: A Manx Novel
- 1886 - A Son of Hagar
- 1887 - The Deemster
- 1887 - Life of Samuel Coleridge Taylor
- 1888 - The Prophet
- 1889 - The Good Old Times
- 1890 - The Bondman: A New Saga
- 1890 - The Scapegoat: A Romance
- 1890 - The Prophet

### Anni 1891-1900
- 1891 - The Little Manx Nation
- 1893 - Cap'n Davey's Honeymoon, The Last Confession, The Blind Mother
- 1894 - The Little Man Island: Scenes and Specimen Days in the Isle of Man
- 1894 - The Manxman
- 1894 - The Madhi: or Love and Race, A Drama in Story
- 1896 - Jan the Icelander or Home, Sweet Home, A Lecture Story
- 1897 - The Christian

### Anni 1901-1910
- 1901 - La città eterna (The Eternal City)
- 1903 - The Isle of Boy: A Comedy (opera teatrale)
- 1904 - The Prodigal Son
- 1905 - The Queen's Christmas Carol
- 1906 - Drink: A Love Story on a Great Question
- 1906 - My Story (autobiografia)
- 1908 - Queen Alexandra's Christmas Gift Book
- 1909 - The White Prophet
- 1910 - King Edward: A Prince and a Great Man

### Anni 1911-1920
- 1913 - The Woman Thou Gavest Me
- 1914 - King Albert's Book
- 1915 - The Drama of 365 Days: Scenes in the Great War
- 1916 - Our Girls: Their Work for the War
- 1916 - The Prime Minister
- 1916 - The Iron Hand
- 1920 - Darby and Joan

### Anni 1921-1930
- 1921 - The Master of man: The Story of a Sin
- 1923 - The Woman of Knockaloe: A Parable

### Pubblicati dopo la sua morte
- 1938 - Life of Christ

## Trasposizioni cinematografiche
- The Eternal City, regia di Edwin S. Porter e Hugh Ford (1915)
- The Deemster, regia di Howell Hansel (1917)
- The Woman Thou Gavest Me, regia di Hugh Ford (1919)
- The Eternal City, regia di George Fitzmaurice (1923)
- Reticolati, regia di Rowland V. Lee (1927)
- L'isola del peccato, regia di Alfred Hitchcock (1929)